# Retour sur Titan
Retour sur Titan (titre original : Return to Titan) est un roman court de science-fiction de Stephen Baxter paru en 2010 puis traduit en français et publié aux éditions Le Bélial' en 2018.
Ce roman court se déroule dans le même univers que celui du Cycle des Xeelees du même auteur, entamé en 1991 par Gravité et qui comprend plus d'une dizaine d'ouvrages.

## Résumé
Jovik Emry est kidnappé et embarqué à bord du Bernard-l'ermite pour une expédition illégale sur Titan, satellite naturel de la planète Saturne toujours inexploré en cette année 3685. Jovik est un gardien de la sentience, chargé de veiller à ce que toute planète ou lune qui pourraient abriter une vie intelligente ne soient pas explorées par des êtres humains. Les quatre autres passagers du vaisseau spatial lui révèlent qu'ils ont mis au point cette expédition pour s'assurer qu'il n'y avait pas de vie intelligente sur Titan, espérant ainsi ouvrir son exploration puis son exploitation afin de rentabiliser le trou de ver qu'ils viennent d'ouvrir près de Saturne. Mais l'exploration de la surface de Titan puis des lacs de méthane va leur réserver de nombreuses surprises...